# Don’t Make Me Miss You
Don’t Make Me Miss You – singel amerykańskiego piosenkarza Raya Daltona. Został opublikowany 8 stycznia 2021 roku, teledysk do utworu w serwisie internetowym YouTube pojawił się tego samego dnia.

## Autorstwo i historia wydania
Piosenka została napisana i skomponowana przez Edwina Serrano (znanego jako Lil’ Eddie), Raya Daltona oraz Ruwangę Samatha, a wyprodukował ją Henrik Menzel oraz niemiecki producent muzyczny Peter Seifert, znany pod pseudonimem Jam.
Nagranie zostało wydane jako singel w formacie digital download 8 stycznia 2021 na całym świecie. 22 stycznia wydany został jako contemporary hit radio na terenie Włoch.

## Odbiór komercyjny

### Europa
Utwór dostał się do trzech list belgijskich: Ultratop 50 Singles (Flandria), Ultratop 50 Singles (Walonia) oraz do walońskiej listy airplay. Był także wymieniany w streamingowych listach przebojów: m.in. 13. pozycja w Apple Music we Francji oraz 21. miejsce w serwisie iTunes w Szwajcarii oraz 31. w Niemczech. Dostał się również na listę airplay w Szwajcarii.

#### Polska
Na wiele list przebojów singel dostał się na terenie Polski. Piosenka zaliczyła także szczyt listy AirPlay – Nowości, znalazła się również w wielu radiowych listach przebojów.

## Notowania

### Tygodniowe
| Terytorium | Notowanie                                       | Pozycja | Źr.    |
| ---------- | ----------------------------------------------- | ------- | ------ |
| Belgia     | Ultratop 50 Singles (Flandria)                  | –       | [ 5 ]  |
| Belgia     | Ultratop 50 Singles (Walonia)                   | 78      | [ 6 ]  |
| Belgia     | Ultratop 50 Airplay (Walonia)                   | 41      | [ 6 ]  |
| Polska     | AirPlay – Top                                   | 15      | [ 11 ] |
| Polska     | AirPlay – Nowości                               | 1       | [ 10 ] |
| Polska     | Playlista Polskiego Radia Opole                 | 2       | [ 12 ] |
| Polska     | Poplista                                        | 3       | [ 13 ] |
| Polska     | Lista przebojów Polskiego Radia Pomorza i Kujaw | 4       | [ 14 ] |
| Polska     | Radioaktywna Lista Przebojów                    | 5       | [ 15 ] |
| Polska     | Ulubiona 20                                     | 5       | [ 16 ] |
| Polska     | Lista przebojów Radia Zet                       | 6       | [ 17 ] |
| Polska     | Shazam Top 200                                  | 6       | [ 18 ] |
| Polska     | Lista przebojów Polskiego Radia Olsztyn         | 10      | [ 19 ] |
| Polska     | Gorąca 20                                       | 11      | [ 20 ] |
| Polska     | Lista przebojów Radia Bielsko                   | 12      | [ 21 ] |
| Polska     | Lista przebojów Radia Centrum                   | 17      | [ 22 ] |
| Polska     | Mniej Więcej Lista                              | 21      | [ 23 ] |
| Polska     | Szczecińska Lista Przebojów                     | 29      | [ 24 ] |
| Polska     | Lista przebojów Radia Białystok                 | –       | [ 25 ] |

## Lista utworów
| Digital download / media strumieniowe | Digital download / media strumieniowe | Digital download / media strumieniowe |
| Nr                                    | Tytuł utworu                          | Długość                               |
| ------------------------------------- | ------------------------------------- | ------------------------------------- |
| 1.                                    | „Don’t Make Me Miss You”              | 3:42                                  |

## Twórcy

### Singel
- Ray Dalton – śpiew, kompozytor, twórca tekstu
- Edwin Serrano(inne języki) – kompozytor, twórca tekstu
- Ruwanga Samath(inne języki) – kompozytor, twórca tekstu
- Henrik Menzel(inne języki) – producent muzyczny
- Peter Seifert(inne języki) – producent muzyczny, miksowanie

Źródło: Tidal

## Historia wydania
| Obszar     | Data             | Format                      | Wersja   | Wytwórnia                        | Źr.   |
| ---------- | ---------------- | --------------------------- | -------- | -------------------------------- | ----- |
| Włochy     | 22 stycznia 2021 | CHR                         | oryginał | Sony Music                       | [ 4 ] |
| Cały świat | 8 stycznia 2021  | digital download, streaming | oryginał | Sony Music, Epic Records Germany | [ 1 ] |